# Chaves County Courthouse
La Chaves County Courthouse est un palais de justice américain situé à Roswell, au Nouveau-Mexique. Elle est inscrite au Registre national des lieux historiques depuis le 15 février 1989.